# Villa rustica de la Dalboșeț
Villa rustica este situată pe teritoriul localității Dalboșeț din județul Caraș-Severin, în punctul numit Dragomireana. 

## Legături exerne
- Roman castra from Romania (includes villae rusticae) - Google Maps / Earth Arhivat în 5 decembrie 2012, la Archive.is